# Breaking Through (filme)
Breaking Through é um filme  norte-americano escrito e dirigido por John Swetnam e estrelado por Sophia Aguiar. O filme aborda o drama das celebridades no YouTube com a vinda da maturidade.
Produzido por Uri Singer e Fábio Golombek e o nove vezes vencedor do Grammy John Legend, resultou em um filme inovador que faz a ponte entre o cinema, a música e a internet. Lançado em 2015, foi protagonizado por Sophia Aguiar, Jordan Rodrigues, Robert Roldana, Taeko McCarroll e Marissa Heart, contando com a participação especial de Jay Ellis, Bruna Marquezine, Lês Teima, Anitta e os Poreotics.

## Elenco
- Sophia Aguiar como Casey McNamara
- Robert Roldan como Drew
- Jordan Rodrigues como J.J.
- Julie Warner como Anna
- Shaun Brown como Phillip
- Les Twins como Larry and Laurent Jordan
- Lindsey Stirling como Phelba
- Taeko McCarroll como Michelle
- Jay Ellis como Quinn
- Taylor Locascio como Megan
- McCarrie McCausland como Nick
- Bruna Marquezine como Roseli
- Taylor Locascio como Megan
- Marissa Heart como Tara
- Marcus Emanuel Mitchell como Bryson Chase
- Anitta como Ela mesma